# Рощин, Алексей Евгеньевич
Алексей Евгеньевич Рощин Никитин (исп. Alexey Roshchyn Nikitin; род. 20 марта 1985, Минск) — испанский хоккеист. Выступал за сборную Испании.

## Биография
Родился в Минске в семье хоккеиста Евгения Рощина. В детстве вместе с семьёй жил в разных странах, где выступал его отец — Польше, Словакии, Испании, сам тоже стал заниматься хоккеем.
На взрослом уровне выступал за клубы «Хака» в чемпионате Испании и «КПЛВ Дисмева Вальядолид» (по инлайн-хоккею). Чемпион Испании 2010 года.
В 2007—2010 годах вызывался в сборную Испании. В официальных турнирах (чемпионаты мира, отбор к Олимпийским играм) сыграл 21 матч, набрав 16 (7+9) очков. В сезоне 2009/10 в составе сборной стал победителем второго дивизиона чемпионата мира. Участвовал в чемпионате мира по инлайн-хоккею в Чехии, где испанцы заняли последнее место в своей группе.
Работал арбитром на зимней Универсиаде 2017 года, Континентальном кубке, молодёжном чемпионате мира 2020 года.